# Heilbad Naftalan
Das Heilbad Naftalan liegt in der Stadt Ivanić-Grad in der Gespanschaft Zagreb, östlich von Zagreb.
Das Heilbad Naftalan ist einzigartig in Europa. Naftalan, ein heilkräftiges Öl, kommt sehr selten vor. Die Heilquelle in Kroatien stellt die weltweit zweite Fundstelle dar und ist die einzige Quelle mit diesem heilkräftigen Öl in Europa. Ein weiteres Heilmittel ist warmes Salzwasser (Natriumchlorid – Fluorid), ein Residuum des Pannonischen Meeres.

## Weblink
- Heilbad Naftalan

Koordinaten: 45° 42′ 24″ N, 16° 23′ 11″ O